# Renee Goust
Renee Goust (nacida Ilse Renee Herrera en 1986) es una compositora y cantautora mexicana. Autora de «Querida Muerte (No nos maten)» y «La Cumbia Feminazi», canciones de reconocimiento internacional que se consideran himnos del feminismo.
Es una artista mexico-estadounidense de neo-folclor crecida en la frontera entre Estados Unidos y México. Cantautora feminista, y queer que utiliza el lenguaje de las músicas de las Américas para escribir canciones en español e inglés sobre la igualdad de género, las experiencias LGBT+, la migración y otros temas de justicia social.

## Biografía
Aunque siempre vivió en Nogales, Sonora, de chica cruzaba la frontera a diario para ir a la escuela en Nogales, Arizona.

## Carrera en la música
Su primer acercamiento a la música fue cuando tenía como 4 años.  Sus padres la inscribieron a clases de piano, o más bien de teclado, sin tener para comprar el instrumento la maestra les sugirió que le dibujaran uno de cartón. 
A los 14 años de edad se interesó por la guitarra y empezó a aprender de forma autodidacta y a los 17 ya fungía como directora del coro de su preparatoria.
Estudió canto en la Universidad de Guadalajara donde tuvo una banda de rock y en el 2007 se mudó a Nueva York donde profesionalizó su carrera musical.
Ha llevado su música a México, Argentina, Uruguay, Italia, Francia y Estados Unidos, presentándose en foros de renombre como el Lincoln Center, el Brooklyn Museum y el Guggenheim Museum de Nueva York, además de El Cantoral de la Ciudad de México. De igual manera, ha compartido escenario con artistas como el ganador del Grammy Latino, Jorge Glem, la ganadora del Grammy Latino Mireya Ramos del mariachi Flor de Toloache, y el aclamado dúo afro-francés Les Nubians.
Sus canciones “La Cumbia Feminazi” y “Querida Muerte (No Nos Maten)”, se han convertido en himnos feministas que a menudo se escuchan en marchas y recorren las redes sociales, en especial Tiktok e Instagram en América Latina y España.
También compuso música original para el cortometraje “The Last of the Chupacabras” de Disney Launchpad.
Renee fue recipiente de la subvención de la Fundación para las Artes de Nueva York por parte de la oficina de alcaldía de la Ciudad de Nueva York, con la cual creó Resister. Un álbum bilingüe con voces de mujeres en los géneros folclóricos mexicanos y estadounidenses.
En 2020, Medica formó parte de diversos eventos en Nueva York, como el concierto "Jefas" junto a Jessica Medina y Mai Elka en el Joe's Pub, el cual fue un evento con todas las entradas vendidas, para la celebración del Día Internacional de la Mujer.

### La Cumbia Feminazi
Renee compuso «La Cumbia Feminazi» por hartazgo luego de escuchar la palabra Feminazi siendo mencionada hasta por gente "muy educada".
Un día luego que en redes sociales -por escribir un comentario en apoyo a las mujeres-, recibe Renee como respuesta la acusación de ser "Feminazi", entonces decide iniciar la composición.

La canción fue un éxito viral en redes, aparecieron versiones y covers en diferentes partes de Latinoamérica. Acerca de la respuesta en redes, Renee comenta:
Creo que hay mucha desinformación alrededor del término feminista. Decir “Yo soy feminista” debería ser motivo de orgullo porque significa “Yo creo en la igualdad”.
Sin embargo, gracias a palabras como Feminazi, se le ha dado una connotación negativa al ser  feminista.

Creo que es nuestro deber informar a quienes están confundidos con respecto al término.